# Colorado City (Texas)
Colorado City és una població dels Estats Units a l'estat de Texas. Segons el cens del 2000 tenia 4.281 habitants.

## Demografia
Segons el cens del 2000, Colorado City tenia 4.281 habitants, 1.646 habitatges, i 1.124 famílies. La densitat de població era de 312,5 habitants/km².
Dels 1.646 habitatges en un 34,2% hi vivien nens de menys de 18 anys, en un 50,7% hi vivien parelles casades, en un 14% dones solteres, i en un 31,7% no eren unitats familiars. En el 29,6% dels habitatges hi vivien persones soles el 16,7% de les quals corresponia a persones de 65 anys o més que vivien soles. El nombre mitjà de persones vivint en cada habitatge era de 2,53 i el nombre mitjà de persones que vivien en cada família era de 3,12.
Per edats la població es repartia de la següent manera: un 28,5% tenia menys de 18 anys, un 8,2% entre 18 i 24, un 24% entre 25 i 44, un 20,6% de 45 a 60 i un 18,7% 65 anys o més.
L'edat mediana era de 36 anys. Per cada 100 dones de 18 o més anys hi havia 83,2 homes.
La renda mediana per habitatge era de 22.842 $ i la renda mediana per família de 27.363 $. Els homes tenien una renda mediana de 22.272 $ mentre que les dones 20.037 $. La renda per capita de la població era de 15.591 $. Aproximadament el 18,7% de les famílies i el 20,6% de la població estaven per davall del llindar de pobresa.

## Poblacions més properes
El següent diagrama mostra les poblacions més properes.